# 大交匯運河

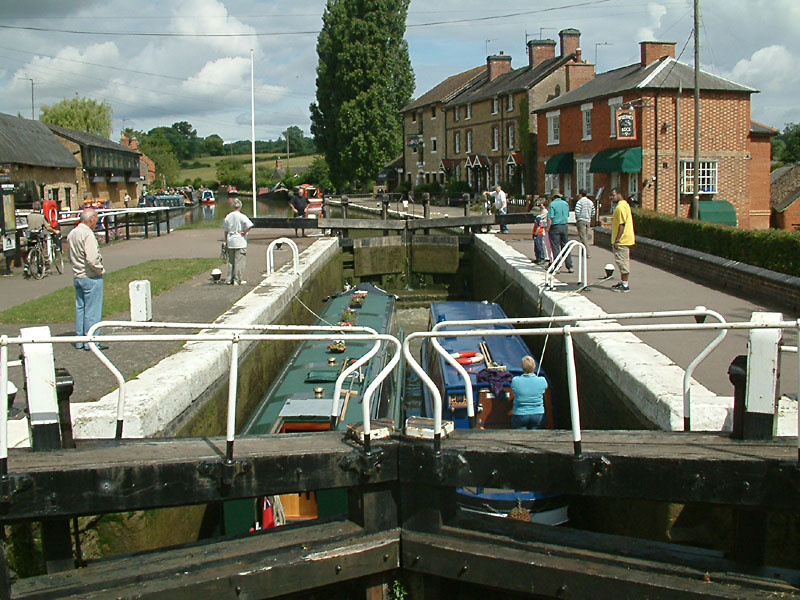

大交匯運河（Grand Junction Canal）是英國的一條運河，起點是北安普敦郡的布朗斯通（Braunston），在倫敦西部的賓福特注入泰晤士河。這條運河有多個分支。運河主線修建於1793年至1805年，以改善米德蘭地區和倫敦之間的交通往來。 

## 外部連結
- .   [2022-01-22]. （原始内容存档于2022-03-08）.
- .   [2022-01-22]. （原始内容存档于2022-01-22）.
- .   [2022-01-22]. （原始内容存档于2021-12-06）.

51°52′N 0°39′W / 51.867°N 0.650°W